# К-441
К-441 — советский ракетный подводный крейсер стратегического назначения, корабль проекта 667БДР «Кальмар».

## История
Зачислена в списки кораблей ВМФ СССР 19 марта 1974 года. 7 мая того же года заложена на ПО «Севмашпредприятие».
25 мая 1976 года спущена на воду, 31 октября того же года введена в строй.
29 декабря 1976 года вошла в состав 13-й дивизии подводных лодок Северного флота.
25 июля 1977 года переклассифицирована в ракетный подводный крейсер.
В 1983 году выполнила поход по периметру Северного Ледовитого океана.
С февраля 1986 по ноябрь 1987 года РПК прошёл ремонт средней степени на судоремонтном заводе «Звёздочка».
С августа по ноябрь 1988 года был совершён переход из бухты Ягельная в бухту Крашенинникова. В дальнейшем была включена в 25-ю дивизию 2-й флотилии Тихоокеанского флота.
28 марта 1995 года исключена из состава ВМФ.